# Pontianak
Pour les articles homonymes, voir Kabupaten de Pontianak et Sultanat de Pontianak.
Pontianak est la capitale de la province indonésienne de Kalimantan occidental dans l'île de Bornéo. La ville a le statut de kota et est administrativement distincte du kabupaten homonyme.

## Géographie
Pontianak se situe à l’embouchure du Kapuas, le plus long fleuve d’Indonésie.

## Histoire

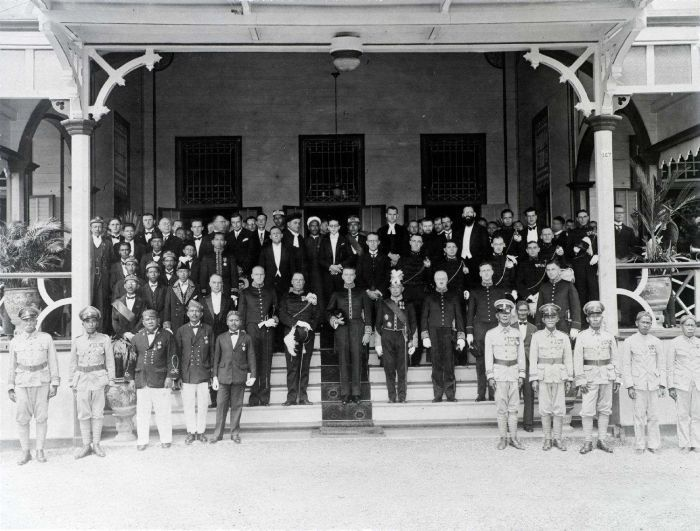
Demeure du résident de Pontianak en 1931.

## Climat
| Mois                              | jan. | fév. | mars | avril | mai  | juin | jui. | août | sep. | oct. | nov. | déc. | année |
| --------------------------------- | ---- | ---- | ---- | ----- | ---- | ---- | ---- | ---- | ---- | ---- | ---- | ---- | ----- |
| Température minimale moyenne (°C) | 22,7 | 22,6 | 23   | 23,2  | 23,4 | 23,1 | 22,5 | 22,3 | 22,6 | 22,8 | 22,6 | 22,4 | 22,7  |
| Température maximale moyenne (°C) | 32,4 | 32,7 | 32,9 | 33,2  | 33   | 33,2 | 32,9 | 33,4 | 32,6 | 32,6 | 32,2 | 32   | 32,7  |
| Précipitations (mm)               | 260  | 215  | 254  | 292   | 256  | 212  | 201  | 180  | 295  | 329  | 400  | 302  | 3 196 |

## Administration
Pontianak est divisée en 6 districts (kecamatan), listés ci-dessous avec la population correspondante :
- Pontianak Est (Pontianak Timur, 82 370)
- Pontianak Nord (Pontianak Utara, 112 577)
- Pontianak Centre (Pontianak Kota, 110 111)
- Pontianak Sud (Pontianak Selatan, 81 821)
- Pontianak Sud-Est (Pontianak Tenggara, 44 856)
- Pontianak Ouest (Pontianak Barat, 123 019)

## Démographie
Le recensement de 2010 compte 554 764 habitants, la dernière estimation de 2014 est de 573 751 habitants. Pontianak est une ville multiculturelle. La population autochtone est composée de Malais et de Dayak, et côtoie les autres groupes ethniques indonésiens qui ont migré au fil du temps : Javanais, Bugis, Batak, Minangkabau, Balinais, Soundanais, etc. Mais la minorité la plus forte et la plus visible est celle des Chinois, qui représentent près de 30 % de la population.
Les citoyens de Pontianak parlent majoritairement l'indonésien avec un léger accent malais. Le teochew est également très parlé compte tenu de la forte minorité chinoise.

## Transports
Le transport le plus populaire est la motocyclette. Les minibus en commun (opelet) et les becak sont également très prisés. Il existe sur certains axes des bus urbains. Les bus assurent également des longs trajets et peuvent aller jusqu'à Kuching en Malaisie. Enfin, Pontianak est reliée à l'autoroute Pan Borneo (Jalan Lintas Kalimantan) allant jusqu'à Tebedu à Sarawak.
Pontianak est reliée au reste de l'Indonésie via l'aéroport Supadio, avec plus de 10 vols quotidiens pour Jakarta, Semarang et Cirebon.

## Éducation
L'université d'État de Tanjugpura a été établie à Pontianak en 1963.
Elle côtoie d'autres établissements privés: l'université Muhammadiyah, l'Université de Widya Dharma, l'Université de Panca Bhakti, STMIK (Sekolah tinggi Manajemen Informatika dan Komputer), State Islamic college (STAIN), POLNEP (Politeknik Negeri Pontianak), AKBID St Benedicta, etc.

## Cultes
Elle est le siège de l'archidiocèse de Pontianak avec la cathédrale Saint-Joseph.

## Jumelages
- Kuching (Malaisie)